# ルキウス・コルニフィキウス
ルキウス・コルニフィキウス（ラテン語: Lucius Cornificius、生没年不明）は紀元前1世紀中期の共和政ローマの政治家・軍人。紀元前35年に執政官（コンスル）を務めた。

## 出自
ルキウス・コルニフィキウスは元老院階級ではなく、エクィテス（騎士階級）の出身である。氏族はレギウムから来たとされる。コルヌフィキウス（Cornuficius）と刻印されたコインもあり、カッシウス・ディオもコルヌフィキウスと書いている。
父のプラエノーメン（第一名、個人名）もルキウスで、おそらく紀元前52年にティトゥス・アンニウス・ミロ（紀元前55年法務官）を告訴した人物と思われる。

## 経歴
コルニフィキウスはオクタウィアヌスの側近としてキャリアをスタートさせた。コルニフィキウスが初めて記録に登場するのは、カエサル暗殺後にオクタウィアヌスとマルクス・アントニウスが対立していた紀元前44年秋のことである。若きオクタウィアヌスは、カンパニアに入植していた第7軍団（後の第7軍団パルテナ）と第8軍団（後の第8軍団アウグスタ）の退役軍人に支援を求めることを思いつき、友人たちに相談した。同時代の歴史家でアウグストゥスの伝記を書いたダマスクスのニコラウスは、この友人としてマルクス・ウィプサニウス・アグリッパ、クィントウス・サルウィディエヌス・ルフスに加えてルキウスという人物をあげているが、このルキウスがコルニフィキウスと思われる。
翌紀元前43年、ローマを占領したオクタウィアヌスは、養父カエサルを暗殺したものに対し、ペディウス法（lex Pedia de interfectoribus Caesaris）を成立させてして一連の訴訟を起こした。コルニフィキウスは、当時護民官であったが、マルクス・ユニウス・ブルトゥスに対する裁判を担当した（アグリッパはガイウス・カッシウス・ロンギヌスを担当していた）。この選択は、コルニフィキウスがその時点で有能な弁論家としての地位を確立していたことを示唆している。
裁判はオクタウィアヌスの監督下で行われた。プルタルコスによると、陪審員たちは「脅しと強制に屈して」、有罪判決に賛成したという。ただ一人が無罪を支持する意見を述べたが、この人物は直ちに追放された。この裁判に勝利したことで、コルニフィキウスはカエサル派の中で人気を得、またブルトゥスの財産を没収したことで富を得た。結果、コルニフィキウスはオクタウィアヌスの側近の中で、執政官に就任した2人の内の1人となった。
紀元前38年、コルニフィキウスは海軍の司令官となった。彼は新たに編成された艦隊をラウェンナからタレントゥムに回航させ、オクタウィアヌスに引き渡し、反乱を起こしていたセクストゥス・ポンペイウス（グナエウス・ポンペイウスの息子）との戦争を開始した。オクタウィアヌスとコルニフィキウスの連合艦隊はシキリア沖に移動した。メッシーナ海峡でポンペイウス軍の奇襲を受け大きな損害を被ったが、コルニフィキウスは反撃し敵の旗艦を捕獲した。その後ポンペイウス軍は撤退した。
ポンペイとの戦いは長引いた。紀元前36年、オクタウィアヌスは、シキリア東海岸のタウロメニウムでの新たな海戦に備えて、陸上に残した3個軍団の指揮官にコルニフィキウスを任命した。しかしオクタウィアヌス艦隊が完敗したため、コルニフィキウスは孤立し、物資もない状態に陥った。コルニフィキウスは最初、敵に戦いを挑もうとしたが、敵が封鎖されることを期待して、勝利を得ようと考えを変えた。その後、コルニフィキウスは、最も困難な状況の中で、北西への行軍を行い、ミュラエでアグリッパと合流することができた。この功績により、コルニフィキウスはローマ市内で騎乗できるという特別な名誉を与えられた。さらに、翌紀元前35年には執政官に任命された。同僚はセクストゥス・ポンペイウス（反乱したポンペイウスとは別人）であったが、任期満了前に二人に代わり、プブリウス・コルネリウス・ドラッベラとティトゥス・ペドゥカエヌスが補充執政官に任命された。
その後コルニフィキウスは、アフリカ属州総督となった。紀元前32年12月に凱旋式を実施したことが分かっている。またアウェンティヌスの丘のディアーナ神殿を再建した。

## 参考資料

### 古代の資料
- アッピアノス『ローマ史』
- カッシウス・ディオ『ローマ史』
- プルタルコス『対比列伝』
- ガイウス・スエトニウス・トランクィッルス『皇帝伝』
- マルクス・トゥッリウス・キケロ『友人宛書簡集』

### 研究書
- Tariverdiyeva S. Mark Agrippa in the civil wars of 44-42. BC e. // Ancient world and archeology. - 2015. - No. 17 . - S. 127-150 .
- Broughton R. Magistrates of the Roman Republic. - New York, 1952. - Vol. I. - P. 600.
- Münzer F. Cornificius // Paulys Realencyclopädie der classischen Altertumswissenschaft . - 1900. - Bd. Vii. - Kol. 1605.
- Münzer F. Cornificius 4 // Paulys Realencyclopädie der classischen Altertumswissenschaft . - 1900. - Bd. Vii. - Kol. 1623.
- Münzer F. Cornificius 5 // Paulys Realencyclopädie der classischen Altertumswissenschaft . - 1900. - Bd. Vii. - Kol. 1623-1624.